# 鐙田杵築神社
鐙田杵築神社（あぶみだ きつきじんじゃ）は、熊本県熊本市北区植木町に鎮座する神社である。旧社格は村社。

## 由緒
推古天皇2年（594年）、領主男澤大膳に神託があり、出雲国出雲大社より分霊を勧請し村の氏神として創祀した。他に、仁平2年（1152年）に建立、天授年間（1375年 - 1381年）に建立、とする説もある。
大国主神を主祭神とし、天照皇大神他あわせて6柱の神を祀る。菊池氏、細川氏をはじめ深い尊崇を受けてきた。旧村社。

## 神風連
明治維新において活躍した肥後勤皇党や、神風連の変を起こした敬神党に大きな影響を与えた林桜園が、篤く崇拝した神社のうちの一社である。林桜園の影響下にある敬神党（新風連）の志士たちもまた、師同様に深い信仰を注いだ。

## 祭神

### 主祭神
- 大国主命

### 配祀神
- 天照皇大神
- 素盞鳴神
- 稲田姫神
- 天穂日神
- 天児屋根神

## 境内
- 猿田彦大神石碑

## 例祭日
- 例大祭 - 11月15日